# ماكينلي كرون
ماكينلي كرون (من مواليد 20 أكتوبر 1998) هي لاعبة كرة قدم أمريكية محترفة تلعب كحارسة مرمى لفريق أورلاندو برايد التابع الدوري الوطني لكرة القدم للسيدات (NWSL). ولدت ونشأت في منطقة أورلاندو، ولعبت على المستوى الجامعي لفريقي أوكلاهوما سونرز وألاباما كريمسون تايد.

## نشأتها
ولدت كرون في ضاحية مايتلاند في أورلاندو بولاية فلوريدا، لوالديها مارك ولورا كرون، ولديها أخت أصغر منها. لعبت العديد من الرياضات أثناء نشأتها قبل أن تكرس نفسها لكرة القدم في سن التاسعة، على الرغم من أنها سبحت أيضًا في فريق الجامعة في المدرسة الثانوية. مارست كرة القدم لأربع سنوات في مدرسة إيدجووتر الثانوية في أورلاندو، ولعبت كمهاجمة في السنة الأولى قبل البقاء في المرمى، وحصلت على تكريمات مترو ثلاث مرات. لعبت كرة القدم لنادي فلوريدا كرايز كروش.